# 닉 포프
니컬러스 데이비드 포프(Nicholas David Pope, 1992년 4월 19일 ~ )는 잉글랜드의 축구 선수이다. 현재 소속팀은 프리미어리그에 소속되어 있는 뉴캐슬 유나이티드이며, 포지션은 골키퍼이다.
포포는 입스위치 타운의 유소년 클럽에서 커리어를 시작하여 16살에 잉글랜드의 8부 리그에 해당되는 이스미언 리그에서 성인 무대에 데뷔하였다. 이후 2011년에 찰턴 애슬레틱에 입단한 이후, 수많은 클럽에서 임대 생활을 계속하다 2016년에 번리와 계약하여 프리미어리그에 입성하였다. 첫 시즌에는 톰 히턴의 백업으로 주로 출전하였고, 2017년에 히턴의 부상을 틈타 번리의 주전 자리를 차지하였다. 포프의 활약으로 인해 번리는 프리미어리그 출범 이후 최고 순위인 7위를 차지하였고, 포프는 번리 올해의 선수에 선정되었다.
이러한 활약을 바탕으로 잉글랜드 축구 국가대표팀에도 2018년 3월 15일에 처음으로 발탁되었다. 이후 2018년 FIFA 월드컵 최종 명단에 포함되었고, 6월 7일 코스타리카와의 친선 경기에서 후반 20분에 교체 출전하여 국가대표팀에 데뷔하였다.